# Prolixodens whaaporum
Espèce
Prolixodens whaaporum est une espèce de mollusques marins de la classe des gastéropodes, à la position taxinomique encore peu claire mais de la super-famille des Triphoroidea et de la famille des Cerithiopsidae.

## Description et caractéristiques
C'est une toute petite espèce de Cerithiopsidae torsadé, avec des bandes spirales alternativement jaunes et lisses, et des doubles-bandes blanches, en relief granuleux. Les trois derniers tours de la pointe (protoconque) sont lisses, mais apparaissent respectivement granuleux, cordé et lisse au microscope sur un spécimen nettoyé.

## Habitat et répartition
C'est un petit mollusque très discret, qui vit en association avec les éponges. Il a été trouvé en Nouvelle-Calédonie et au Vanuatu. 

## Découverte
Cette espèce a été découverte lors de l'expédition scientifique Montrouzier en 1993, dirigée par Philippe Bouchet (MNHN), qui a exploré les fonds marins de la région de Koumac, en Nouvelle-Calédonie. Son nom spécifique lui a été donné en l'honneur du clan Whaap (« en particulier Daniel et Henri Whaap »), qui a accueilli les chercheurs avec une particulière hospitalité lors de l'expédition. 

## Publication originale
- (en) A. Cecalupo et I. Perugia, « Cerithiopsidae and Newtoniellidae (Gastropoda: Triphoroidea) from New Caledonia, western Pacific », Visaya, no 7,‎ 2017, p. 77.